# Podallea pauliani
Podallea pauliani är en insektsart som först beskrevs av Fraser 1955.  Podallea pauliani ingår i släktet Podallea och familjen Berothidae. Inga underarter finns listade i Catalogue of Life.